# U-1282
U-1282 je bila nedokončana vojaška podmornica razreda VIIC/41 nemške Kriegsmarine med drugo svetovno vojno.

## Zgodovina
22. septembra 1942 so naročili gradnjo podmornice, ki se je pričela 20. oktobra 1943. 23. septembra 1944 so preklicali gradnjo, pri čemer je bilo dokončanih že med 50-60% podmornice.

## Tehnični podatki
{{subst:Tip-}}